# Metamora (Illinois)
Metamora ist ein Village im Woodford County im US-Bundesstaat Illinois mit 3.904 Einwohnern (Stand: 2020) und ist ein Vorort der Stadt Peoria.

## Lage
Metamora liegt auf einer Höhe von 821 amerikanischen Fuß (ca. 250 m). Laut der amerikanischen Statistikbehörde United States Census Bureau umfasst die Stadt eine Fläche von 1,4 amerikanischen Quadratmeilen bzw. 3,6 Quadratkilometer. Davon sind 0 % Wasserflächen. Die Stadt hat nur einen ZIP-Code: 61548.

## Bevölkerung
In der Kleinstadt wohnen laut der Volkszählung aus dem Jahr 2000 2743 Menschen (743 Familien) in 1050 Haushalten. Der durchschnittliche Haushalt setzt sich zusammen aus 2,44 Menschen, die durchschnittliche Familie aus 2,97 Menschen. Die Bevölkerung mit einem Durchschnittsalter von 43,1 Jahren setzt sich zu 98,5 % aus Weißen und zu 0,6 % aus Hispanics zusammen (restliche 0,9 %: übrige Minderheiten). Statistisch kommen auf 100 Frauen 87,5 Männer, für über 18-Jährige beträgt das Verhältnis 100:81,7.
Bevölkerung nach Altersgruppen:
| unter 18 | 23,8 % |
| 18–24    | 5,6 %  |
| 25–44    | 23,4 % |
| 45–64    | 22,2 % |
| über 65  | 25,0 % |

Das Durchschnittseinkommen lag in Metamora im Jahr 2000 bei 46.691 US-Dollar (US$) pro Haushalt und bei 56.384 US$ pro Familie. Männer haben ein Durchschnittseinkommen von 40.745 US$, Frauen verdienen monatlich durchschnittlich 26.505 US$. 2,9 % der Bevölkerung und 1,8 % der Familien in Metamora leben unterhalb der Armutsgrenze. Von der gesamten Bevölkerung leben 3,8 % aller unter 18-Jährigen und 2,0 % aller über 65-Jährigen in Armut.

## Bildung
In der Kleinstadt gibt es mehrere Schulen, darunter die Metamora Township High School (ca. 900 Schüler), die Metamora Grade School (ca. 700 Schüler) und die St. Mary Elementary School (ca. 150 Schüler). Mit der Nachbarstadt Germantown Hills teilt sie die Schulen Germantown Hills Elementary School (ca. 400 Schüler) und Germantown Hills Middle School (ca. 350 Schüler). Die öffentliche Bibliothek Illinois Prairie D.P.L. bietet mehr als 100.000 Bücher, 4.000 Audiomedien und 3.000 Videomedien zum Verleih. Sie arbeitet mit einem Betriebseinkommen von etwa 550.000 US-Dollar. 87 % der über 25-Jährigen in Metamora haben einen „High School“-Abschluss.

## Sehenswürdigkeiten
Die einzige historische Sehenswürdigkeit der Stadt ist das Gerichtsgebäude in 113 E. Partridge. Das 1845 fertiggestellte Gebäude aus rotem Backstein und Holz ist ein typisches Beispiel für klassische Architektur. Der spätere Präsident Abraham Lincoln besuchte dieses Gebäude häufig während seiner Tätigkeit als Rechtsanwalt, nachdem er 1836 von der Anwaltskanzlei von Illinois seine Zulassung bekommen hatte. Das „Metamora Courthouse“ ist eins von zwei erhalten gebliebenen Gerichtsgebäuden, in denen Lincoln juristisch tätig war.

## Verkehr
Die Hauptverkehrsanbindung der Stadt mit dem Umfeld sind die Illinois State Routes 116 (zwei Spuren in jede Richtung) und 89. Die Stadt verfügt über keine öffentlichen Transportmittel.

## Kriminalität und Sicherheit
Für die Sicherheit zuständig ist die örtliche Polizei, die insgesamt sechs Beamte beschäftigt. 2002 ereigneten sich in Metamora zwei Kapitalverbrechen: ein Mord und eine Vergewaltigung.

## Umgebung
Nächstgelegene Städte: Washington, IL (7,2 Meilen bzw. 11,6 Kilometer), Germantown Hills, IL (7,4 Meilen bzw. 11,9 Kilometer)
Nächstgelegene Städte mit Einwohnerzahl > 50.000: Peoria, IL (17,7 Meilen bzw. 28,5 Kilometer)
Nächstgelegene Städte mit Einwohnerzahl > 200.000: Chicago, IL (136,5 Meilen bzw. 219,7 Kilometer)